# یاس‌کیشر
یاس‌کیشر (به مجاری:  Jászkisér) یک منطقهٔ مسکونی در مجارستان است که در ناحیه یاس‌آپاتی واقع شده‌است. یاس‌کیشر ۱۳۰٫۱ کیلومتر مربع مساحت و ۵٬۴۸۰ نفر جمعیت دارد.